# Mártir de Cuilapan
Mártir de Cuilapan é uma localidade do estado de Guerrero, no México.